# Prairie du Sac
Prairie du Sac est un village situé dans le comté de Sauk au Wisconsin. 

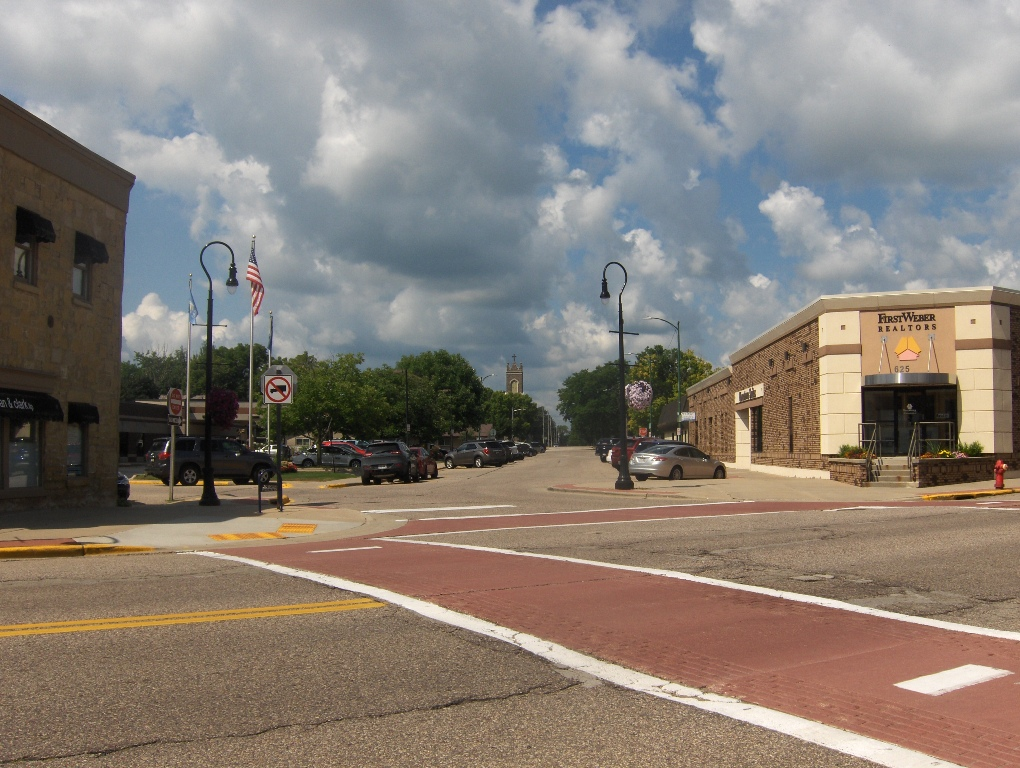
Galena St., Prairie du Sac